# Aspidophoroides olrikii
Aspidophoroides olrikii is een straalvinnige vissensoort uit de familie van de harnasmannen (Agonidae). De wetenschappelijke naam van de soort werd in 1877 gepubliceerd door Christian Frederik Lütken.